# Talabrica iredalei
Talabrica iredalei är en musselart som först beskrevs av Powell 1958.  Talabrica iredalei ingår i släktet Talabrica och familjen Crassatellidae. Inga underarter finns listade i Catalogue of Life.